# Cesare Mastrella
(Cesare Mastrella)
Cesare Mastrella (Velletri, 3 febbraio 1914 – Roma, 6 aprile 1976) è stato un funzionario e truffatore italiano.
Da Lariano, a quel tempo frazione di Velletri, nasce da Pietro e Anna Pieroni. Già condannato prima della Seconda guerra Mondiale per peculato, fatto concorso statale fu nominato Ispettore di dogana nell'acciaieria di Terni. Scampato a ben ventitré ispezioni ministeriali, Mastrella balzò alle cronache italiane nel 1962, quando venne scoperta una maxi-truffa perpetrata dal funzionario, che aveva sottratto alle casse dello Stato una cifra di quasi 800 milioni di lire dell'epoca per la qual cosa fu definito "doganiere miliardo" (circa 10 milioni di euro odierni, considerando il tasso d'inflazione). Impiega i soldi in regali alla moglie Aletta Artioli e all'amante Anna Tomasselli più giocate al Totocalcio con le quali giustificava.

## La truffa
La scoperta della truffa di Mastrella avvenne nel novembre 1962: l'ispettore di dogana, il 9 novembre di quell'anno, fu arrestato in casa della Tomasselli a Roma. La scoperta di un ammanco nelle casse statali suscitò scalpore all'interno del Parlamento, tanto che molti deputati vennero chiamati a testimoniare. La truffa di Mastrella era iniziata a metà degli anni cinquanta, mediante un sistema di contabilità parallela. L'ispettore, sistematicamente, mancava la registrazione delle fatture e archiviava una bolla falsa, con cui veniva "registrato" l'incasso delle imposte doganali sui beni spediti in Italia. Tali imposte non venivano mai incassate dallo Stato, ma finivano nelle tasche dell'ispettore di dogana. Dopo il suo arresto il Ministero dell'economia e delle finanze fece stimare la cifra complessiva accumulata da Mastrella, quantificata in poco più di 750 milioni di lire.

## Il processo e la sentenza
Il 28 novembre 1962 il caso Mastrella finisce in Parlamento, dove vengono eseguite numerose interrogazioni. Il processo ha inizio l'8 maggio 1963. Mastrella viene accusato di frode, truffa ai danni dello Stato, peculato, malversazione a danno dello Stato. Durante le sedute l'imputato, difeso dagli avvocati Alfredo De Marsico e Remo Pannain, si rifiutò di rispondere a molte domande del giudice ma affermò che per scoprire la truffa sarebbe bastato confrontare i due registri. Il 13 luglio la sentenza: Mastrella fu riconosciuto colpevole dei capi d'accusa sopra citati e condannato a 20 anni di reclusione, aumentati a 24 anni dalla Corte d'appello di Perugia nel processo d'appello del 13 luglio 1964. Morì a causa di una crisi d'asma mentre si trovava in carcere.

## Nella cultura popolare
Nel film Totò contro i quattro (1963) Nino Taranto interpreta il corrotto ufficiale di dogana Giuseppe Mastrillo, personaggio chiaramente ispirato a Mastrella.